# Lebor Gabála Érenn

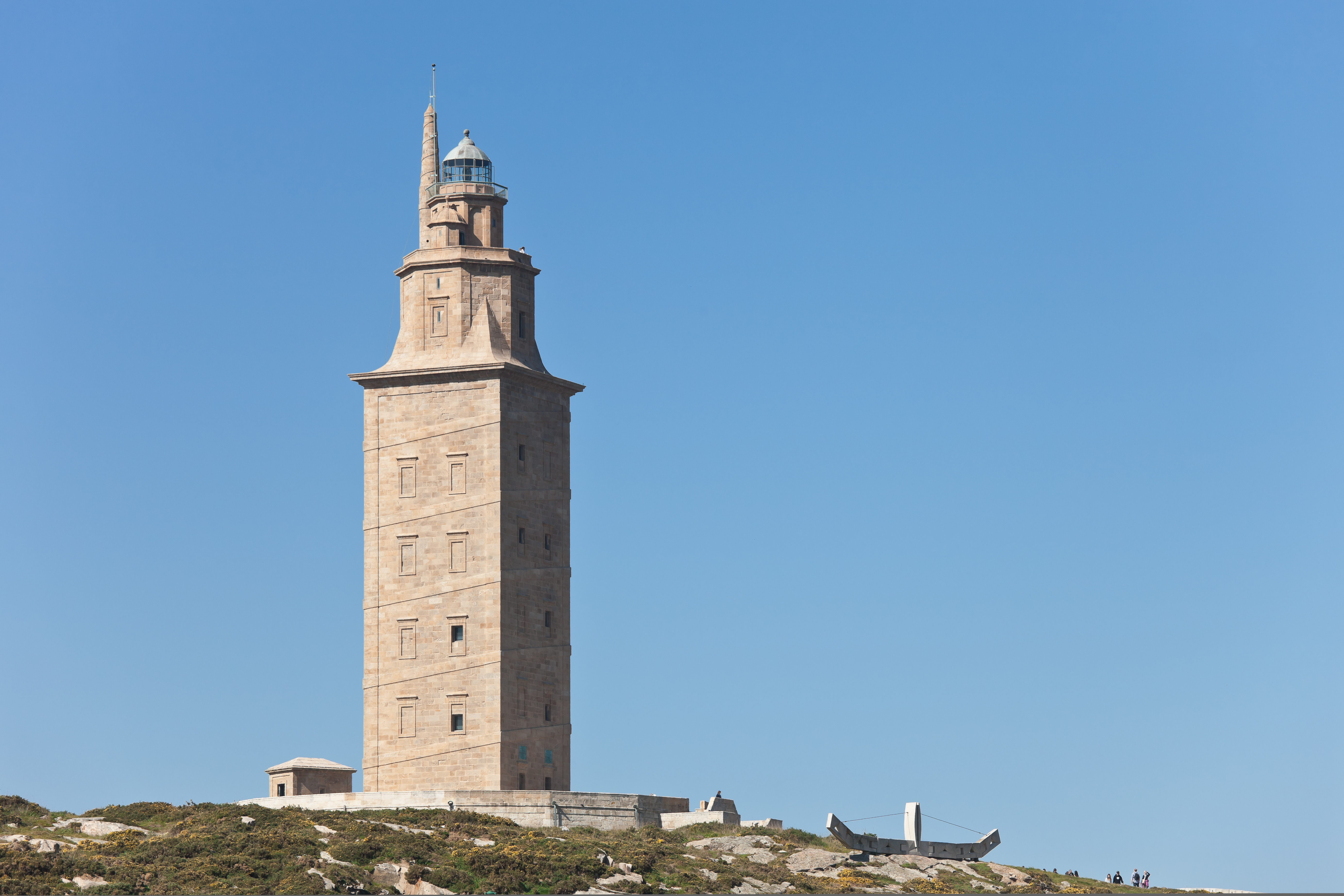
Torre de Hércules, na Corunha, Galiza, construída entre os séculos II e XVIII: de acordo com as mitologias celtas, Breogán foi pai de Ith, que dirigiu a primeira expedição celta à Irlanda a partir da Península Ibérica; da Torre de Breogán Ith viu a Irlanda, a 900 km de distância

O Lebor Gabála Érenn (em irlandês médio; em irlandês:  Leabhar Gabhála na hÉireann), ou Livro das Conquistas da Irlanda é um conjunto de manuscritos que relatam a construção nacional irlandesa como o resumo das distintas invasões celtas desde a sua criação até o século XI, data em que foi escrito.

## História
Escritos na variedade sincrónica do gaélico empregado na Irlanda entre os anos 800 e 1200, os relatos foram traduzidos ao francês em 1884 e só posteriormente ao inglês entre 1937 e 1942. Devido à sua popularidade e importância tanto na historiografia coma na literatura da Irlanda, foram submetidos a um grande número de revisões e publicados em diferentes compêndios, então existe uma grande variedade textual que dificulta o seu estudo. Ainda que provavelmente a versão mais antiga seja a denominada Míniugud, a mais credenciada é a de Leinster (1150), escrita com o padroado de Dermot MacMurrough, rei de Leinster e sob a direcção do bispo de Kildare, Mac Goreman, no Mosteiro de Terriglass. Outras são os livros de Fermoy (1373), Lecan (1418), Ballymote (1391) e O'Clery (1631).

## Partes
O texto se encontra dividido em dez partes que compõem cada livro:
1. Da Criação do Mundo e da Diáspora das Nações;
2. Da História dos Celtas da Diáspora das Nações à Chegada à Irlanda;
3. Do Povo de Cessair;
4. Do Povo de Partholón;
5. Do Povo de Nemed;
6. Do Povo de Fir Bolg, Fir Domnann e Fir Gálioin;
7. Do Povo dos Tuatha Dé Danann;
8. A Invasão dos Milesianos;
9. Das Dinastias da Irlanda antes do Cristianismo;
10. Das Dinastias da Irlanda após o Cristianismo.